# Cellula staminale pluripotente indotta
Una cellula staminale pluripotente indotta (conosciuta anche come iPS o iPSC dall'inglese Induced Pluripotent Stem Cell) è un tipo di cellula staminale generata artificialmente a partire da una terminalmente differenziata (in genere una cellula somatica adulta), mediante l'introduzione di quattro geni specifici codificanti determinati fattori di trascrizione che ne inducono la conversione in cellula staminale di una specifica linea cellulare, che a sua volta potrà svilupparsi in cellula differenziata.
Sulla base di tali proprietà, le iPSC offrono grandi speranze nel campo della medicina rigenerativa: la possibilità di indurne la differenziazione nella maggior parte dei tipi cellulari di un organismo (come ad esempio cellule neuronali, pancreatiche, cardiache ed epatiche), può essere sfruttata nella rigenerazione di tessuti o organi danneggiati.

## Caratteristiche
Queste cellule sono veramente simili alle cellule staminali embrionali, riguardo alla morfologia, fenotipo, trascrizione, epigenetica. Entrambi i tipi di queste cellule mostrano simile potenzialità, differenziabilità, e tasso di divisione cellulare. Inoltre, sono in grado di aggregare in corpi embrionali. 
Ci sono diversi saggi che verificano la pluripotenzialità delle cellule staminali: 
- il più conosciuto in vivo è il saggio del teratoma, basato sull’iniezione di cellule staminali potenzialmente pluripotenti in vari siti del corpo di un topo immunocompromesso, seguito dalla crescita di un tumore. Quando le cellule iniettate sono pluripotenti, il tumore dimostra le caratteristiche di un teratoma, vale a dire lo sviluppo di cellule differenziate proveniva da tutti i tre stati germinali (ectoderma, mesoderma, endoderma).
- Uno dei test alternativi è l’analisi dell'espressione della pluripotenza associata a dei markers, e lo sfruttamento delle modificazioni epigenetiche responsabili della pluripotenza.
- Un altro metodo si basa sui modelli spontanei dei corpi embrionali in vitro, e la differenziazione diretta, ad esempio da cellule cardiache isolate possono essere generati corpi cardiaci che danno origine ai cardiomiociti, cellule endoteliali e cellule dei muscoli lisci.
- Un’alternativa dello studio in vivo utilizza uova di pollo in cui le cellule staminali sono trapiantate sulla membrana corioallantoidea dell’embrione di pollo e poi un tumore simile al teratoma può sorgere.
- Un'altra opzione per studiare la pluripotenza è un’analisi in situ, in cui vengono iniettate le cellule staminali in un tessuto, come la pelle, e poi o il loro sviluppo e differenziazione o ripopolazione delle cellule lasciate dietro una matrice extracellulare da cellule staminali sono osservate. Molti miglioramenti dell’uso di queste tecniche sono stati ottenuti per risolvere i problemi associati all’ottenimento di una linea cellulare di iPSC, come limitare l’immunogenicità, la tumorogenicità e per aumentarne l’efficienza. Una delle preoccupazioni è che le sollecitazioni di riprogrammazione potrebbero condurre a danni del DNA delle linee iPSC, poiché l’acquisizione di uno stato pluripotente sembra essere difficile da controllare, in quanto le iPSC e le cellule tumorali condividono alto tasso di proliferazione, crescita cellulare immortale, somiglianze nell’espressione genica, instabilità nello stato epigenetico e cromosomico.

## Metodi di induzione alla pluripotenza
Tutti i metodi che portano all’induzione di pluripotenza si dividono in uso di vettori virali e non vettori. Lentivirus e retrovirus sono vettori usati per creare iPSC da cellule di adulti umani (in un sistema retrovirale le cellule erano trasdotte con i fattori Oct4, Sox2, Klf4 e c-Myc, mentre in un lentivirus con Oct3/4, Sox2, Nanog, Lin28). L'induzione delle cellule staminali potrebbe essere ottenuta tramite un sistema che utilizza plasmidi episomiali inviati da virus Sendai non integranti (SeV), dove il virus RNA può essere facilmente rimosso con anticorpi, anche se il costo di questo metodo è molto superiore a quello degli altri metodi virali. Un altro sistema è basato su un’attività transitoria di un trasposone, in cui i fattori di riprogrammazione vengono clonati in un trasposone PiggyBac, e in presenza di una trasposasi transitoriamente espressa, questo vettore può essere integrato nel genoma ospite e tagliato.
Nei metodi di riprogramamzione non virale si fa ricorso a uso di DNA plasmidico che non si integra nel genoma, ma viene mantenuto nella cellula per alcuni cicli cellulari e fatto esprimere transitoriamente.
Un diverso metodo di riprogrammazione utilizza molecole di mRNA sintetizzate che codificano i fattori Yamanaka, consegnate in cellule somatiche attraverso un veicolo lipidico cationico. L’mRNA è sintetizzato usando reazioni di trascrizione in vitro trattate con ribonucleotidi modificati e fosfatasi, e il mezzo è integrato da un inibitore dell’interferone che consente una minore tossicità, acquisendo elevati livelli di espressione delle proteine e miglioramento della vitalità cellulare. Anche i miRNA svolgono un ruolo importante nella riprogrammazione, attraverso la regolazione epigenetica del rimodellamento dei complessi della cromatina. Alcuni cluster di miRNA partecipano al controllo di geni relativi al mantenimento della pluripotenza. È stato dimostrato che MiR93, così come anche i miRNA della famiglia di miR302, in combinazione con i fattori di Yamanaka, può migliorare l’efficienza della riprogrammazione. Inoltre, mir-200, mir- 302 e mir-369 potrebbero indurre pluripotenza nelle cellule umane. Un cocktail di mir 302-367 riprogramma in maniera rapida ed efficiente cellule somatiche allo stato pluripotente di topo e di uomo, senza ausilio di fattori di riprogrammazione. La modifica genetica potrebbe essere omessa usando metodi che non impiegano uso di acidi nucleici, come la consegna di una proteina ricombinante codificata dalla riprogrammazione dei fattori interni alle cellule, invece dei fattori stessi, è un altro metodo promettente.
La maggior parte delle piccole molecole sono modulatori epigenetici e influenzano la metilazione di DNA e modifiche istoniche nelle cellule. Modelli di metilazione di geni promotori di pluripotenza dovrebbero essere simili a quelli trovati nelle cellule staminali embrionali, e ci sono gruppi di composti che è stato dimostrato o sono ancora in fase sperimentale che sono inducenti di pluripotenza, come per esempio 5-azacitidina e la zebularina che sono analoghi della citidina. Tra le caratteristiche comuni con le cellule staminali embrionali vi sono, oltre l'espressione di geni e proteine staminali, il pattern di metilazione della cromatina, il tempo di raddoppiamento, la creazione di teratoma, la possibilità di formare chimere, la potenza e la differenziabilità in qualsiasi cellula derivante dai 3 foglietti germinativi, sebbene la loro relazione con le cellule staminali pluripotenti naturali non sia ancora completamente definita.

## Storia
Le iPSCs sono state prodotte per la prima volta nel 2006 a partire da cellule di topo, e nel 2007 da cellule umane in una serie di esperimenti condotti dal gruppo del professor Shinya Yamanaka presso l'Università di Kyoto, in Giappone. Questa scoperta gli ha valso sia il premio Wolf sia il premio Nobel, entrambi per la medicina. Le iPSCs sono state indicate come un importante passo in avanti nella ricerca sulle cellule staminali, in quanto permettono ai ricercatori di ottenere cellule staminali pluripotenti, importanti in ricerca e potenzialmente in terapia, senza ricorrere ai controversi embrioni. Inoltre la possibilità di ottenere cellule staminali a partire dalle cellule somatiche del paziente le rende potenzialmente non immunogeniche, sebbene alcuni ricercatori abbiano espresso dubbi su questa possibilità.
A seconda del metodo usato, la riprogrammazione di cellule adulte per ottenere iPSCs può comportare rischi significativi che ne potrebbero limitare l'uso nell'uomo. Ad esempio, se per alterare geneticamente la cellula vengono utilizzati virus potrebbe potenzialmente essere aumentata l'espressione di geni oncogeni. Nel febbraio del 2008 un gruppo di scienziati ha annunciato la scoperta di una tecnica che potrebbe rimuovere i geni oncogeni in seguito all'induzione della pluripotenza, aumentando quindi il potenziale uso terapeutico delle iPS. Nell'aprile del 2009 è stato dimostrato che la generazione di cellule iPS è possibile senza alcuna alterazione genetica della cellula adulta: un ripetuto trattamento delle cellule con certe proteine introdotte nella cellula tramite ancore di poli-arginina è, infatti, sufficiente ad indurre la pluripotenza. Ci si riferisce alle iPS ottenute mediante questa tecnica come piPSCs (dall'inglese protein-induced pluripotent stem cells).

### Prima generazione
Le staminali pluripotenti indotte all'inizio vennero generate dal team del Dr. Shinya Yamanaka all'Università di Kyoto, Giappone, nel 2006. Yamanaka utilizzò retrovirus per trasdurre fibroblasti di ratto con altri geni che si pensavano associati alle cellule staminali. Ad un certo punto, quattro geni chiave per la produzione di staminali pluripotenti vennero isolati: Oct-3/4, Sox2, c-Myc, e Klf4. Le cellule vennero selezionate tramite selezione antibiotica per le cellule Fbx15+. Però questa linea di iPS mostrò errori nella metilazione del DNA in confronto agli schemi naturali nella linea ESC e la produzione di chimere funzionali fallì.

### Seconda generazione
Nel giugno del 2007, lo stesso gruppo pubblicò uno studio innovativo insieme con altri due gruppi di ricerca indipendenti di Harvard, del MIT, e dell'Università della California di Los Angeles, ottenendo con successo la riprogrammazione dei fibroblasti in iPS ed anche la produzione di chimere vitali. Queste linee cellulari sono derivate dai fibroblasti di ratto tramite riattivazione retrovirale degli stessi quattro fattori endogeni, ma i ricercatori questa volta selezionarono marker differenti.
Invece di Fbx15, utilizzarono Nanog, che è un gene importante per la ESC (cellula staminale embrionale).
Gli schemi di metilazione del DNA e la produzione di chimere vitali (di conseguenza contribuendo alla produzione delle successive linee germinali) indica che Nanog è uno dei fattori principali per la pluripotenzialità cellulare.
Sfortunatamente, una delle quattro sequenze genetiche (c-Myc) necessarie per l'induzione di pluripotenzialità, è cancerogena, ed il 20% dei ratti con impianti iPS sviluppano teratomi cancerosi. In uno studio successivo, Yamanaka ha riferito che si possono creare IPS anche senza c-Myc. Il processo richiede più tempo e non è efficiente come l'altro, ma le chimere risultanti non sviluppano il cancro.

## Produzione

Uno schema per generare le cellule staminali pluripotenti indotte (iPSC)
(1) Isolare e coltivare le cellule del donatore
(2) Transfettare le cellule staminali-associate ai geni all'interno delle cellule attraverso vettori virali. Le cellule rosse indicano le cellule che esprimono i geni esogeni
(3) Raccogliere e coltivare le cellule secondo le colture cellulari ES
(4) Un piccolo sottoinsieme di cellule transfettate diventa iPSC e genera ES-come colonie.

Le cellule iPS vengono tipicamente derivate per trasfezione (più propriamente tramite trasduzione) di particolari geni associati alle staminali, all'interno di cellule non pluripotenti, come i fibroblasti adulti. La trasduzione è normalmente ottenuta attraverso vettori virali, come i retrovirus. I geni trasdotti includono regolatori trascrizionali Oct-3/4 (Pouf51) e Sox2, anche se ci sono indizi che altri geni migliorino l'efficienza dell'induzione. Dopo 3 o 4 settimane, piccoli gruppi di cellule trasdotte cominciano a diventare morfologicamente e biochimicamente simili alle staminali pluripotenti, e sono tipicamente isolate tramite selezione morfologica, tempi di divisione, o attraverso un gene reporter e selezione tramite antibiotico.
Vi sono anche altri metodi per la produzione delle cellule staminali:
- Fusione di una cellula staminale embrionale con una cellula somatica adulta;
- Introduzione del nucleo di una cellula differenziata somatica in un oocita enucleato non fertilizzato.

## Topi con due padri
Alcuni scienziati della riproduzione dell'Università del Texas M.
D. Anderson Cancer Center, hanno creato topi con DNA nucleare (nDNA)
proveniente solo da due padri, ricorrendo alle tecniche iPS. Fibroblasti fetali
provenienti da un padre (XY) sono stati coltivati e l'1% delle cellule risultanti hanno
spontaneamente perso il cromosoma Y; presentando un corredo cromosomico analogo
ad individui con Sindrome di Turner (X0). Le cellule sono state inserite in blastociti femminili (XX) che sono stati impiantati in madri surrogato per formare chimere femmine (X0/XX). Quindi questi topi sono stati fatti accoppiare con topi maschi (XY). Alcuni dei figli avevano il nDNA del padre originale sia del padre dell'accoppiamento, ma non dei blastociti femminili o della madre surrogato. Sia i topi maschi che femmine con due padri erano interfecondi.

### Cellule staminali pluripotenti indotte
Nel novembre del 2007, è stata posta una pietra miliare ampiamente documentata nella stampa con la creazione di iPS da cellule umane adulte da due gruppi di ricerca indipendenti - uno su Science by James Thomson e colleghi dell'Università del Wisconsin-Madison ed il secondo su Cell da Shinya Yamanaka e colleghi dell'Università di Kyoto, Giappone.
Con lo stesso principio applicato ai ratti, Yamanaka ha con successo trasformato i fibroblasti umani in cellule staminali pluripotenti usando gli stessi geni: Oct3/4, Sox2, Klf4, e c-Myc, per mezzo di infezione retrovirale. Thomson e colleghi utilizzarono OCT4, SOX2, NANOG, ed un gene differente, LIN28, con sistema lentivirale. Questo avanzamento può eliminare la necessità del controverso utilizzo delle staminali embrionali umane (hESC) nella ricerca applicata.
Comunque, i ricercatori in questo campo sono generalmente d'accordo sul continuare le ricerche sulle hESC fino a quando le iPSC diverranno una realtà sufficientemente diffusa nei laboratori di ricerca negli anni a venire.

### Applicazioni
Le cellule staminali pluripotenti meglio caratterizzate sono quelle embrionali, ma il loro utilizzo comporta problemi etici associati alla manipolazione e/o alla distruzione dell'embrione nella fase di preimpianto. Tali problemi possono essere evitati utilizzando cellule staminali derivate da quelle adulte indotte alla pluripotenza. Ciò permette la loro applicazione in trapianti autologhi, che riducono il rischio di rigetto, anche se tale tecnologia non è ritenuta del tutto sicura. Le iPSC vengono anche utilizzate per lo sviluppo di cure personalizzate sulla base della loro risposta a trattamenti farmacologici.

#### Problemi nell'utilizzo di cellule IPSC
I fattori trasdotti sono tumorogenici o possono indurre tumori (es. c-Myc è un oncogeno), i vettrori retrovirali che si utilizzano possono inserirsi casualmente e possono attivare oncogeni. Non si conosce l'efficienza della procedura su larga scala.